# Фениле (Пезаро и Урбино)
Фениле (итал. Fenile) је насеље у Италији у округу Пезаро и Урбино, региону Марке.
Према процени из 2011. у насељу је живело 1147 становника. Насеље се налази на надморској висини од 33 м.